# Британская и Ирландская митрополия
Антиохи́йская Правосла́вная Митропо́лия Брита́нских острово́в и Ирла́ндии (англ. Antiochian Orthodox Archdiocese of the British Isles and Ireland) — епархия Антиохийской православной церкви на территории Великобритании и Ирландии.

## История
Весной 1995 года было образовано Антиохийское Православное благочиние Соединённого Королевства и Ирландии, которое объединенило более десятка общин православных христиан, которые недавно перешли в православие, в основном из Церкви Англии. С 2000 года благочиние подчинялось новой митрополии Западной и Центральной Европы.
Первым благочинным (деканом) был протоиерей Михаил Харпер. 21 декабря 2009 года его преемником стал священник Григорий Халлам, возведённый 19 июня 2010 года в сан протоиерея.
17 октября 2013 года, Священный Синод Антиохийского Патриархата разделил обширную Европейскую епархию на три части, при этом благочиние Антиохийской архиепископии на Британских островах и Ирландии стало самостоятельной епархией. Тогда же Синод предоставил патриарху Иоанну X назначить для управления епархией патриаршего викария, вплоть до избрания на новую кафедру правящего митрополита, при этом епархия продолжила управляться благочинным.
Затем начался длительный период консультаций и обсуждений. Ожидалось, что в 2014 году будет назначен правящий епископ. В качестве кандидата на замещение кафедры был избран священник Филип Холл. Наконец, 24 июня 2015 года решением Священного Синода правящим епископом был избран архимандрит Силуан (Онер), рукоположенный 30 августа того же года.